# Équipe de France de football australien
Cet article traite de l'équipe masculine. Pour l'équipe féminine, voir Équipe de France de football australien féminin.
Pour les articles homonymes, voir Équipe de France.
L'équipe de France de football australien créée en 2005, est l'équipe nationale qui représente la France en football australien masculin. Elle est constituée par une sélection de joueurs français dirigée sous l'égide du Comité national de football australien (CNFA).
Avec comme meilleur résultat sa quatrième place à l'issue de la Central European Australian Football League en 2005, le palmarès de l'équipe de France reste vierge jusqu'en 2008. La France participe à la première édition de la World Cup 9s (Coupe du Monde de football australien à 9) qui se déroule en septembre 2008 à Valls en Catalogne. Elle gagne la compétition en battant la Catalogne, pays hôte, en finale (40-60) le 14 septembre 2008. Pays hôte de la 8e édition de l'EU Cup à Saint-Médard-en-Jalles, la France perd en finale contre l’Angleterre le 21 septembre 2013 au Stade Gajac. Elle reste comme la meilleure performance de l'équipe française à ce jour. de cette compétition.
Le coq gaulois est le symbole et le surnom de l'équipe de France et les couleurs bleu, blanc et rouge sont celles du pays.
L'équipe de France participe à sa 1re phase finale de la Coupe internationale de football australien (sur 4 éditions) en disputant la Coupe internationale 2011 à Melbourne en Australie du 12 août au 27 août 2011. Battu en finale de deuxième division face aux Fidji, elle se classe 14e au terme de la compétition.
Après la EU Cup 2014, le sélectionneur Andrew Unsworth remplace Thomas Urban.

## Histoire

### L'avant 2005
Le premier match officiel de l'équipe de France a eu lieu le 9 octobre 2005 face à la Suède. Auparavant, une « équipe de France » a participé à la Central European Australian Football League de 2004, mais cette participation n'a pas été officialisée puisqu'il n'y avait en réalité qu'un seul joueur français (Marc Jund) avec deux Australiens de Paris, les autres joueurs étant en majorité des remplaçants d'autres équipes. De plus, les résultats de ce tournoi ont été perdus.

### Des débuts un peu brouillons (2005-2008)
La première apparition officielle de l'équipe de France a lieu à l'occasion de l'EU Cup 2005 (l'équivalent du championnat d'Europe des nations). La France est l'une des 10 nations à participer à cette première EU Cup. Le dimanche 9 octobre 2005 à 10h30, à Londres non loin de la Tamise, l'équipe de France de football australien joue son premier match officiel face à la Suède et le perd 81 - 42. L'équipe, composée de joueurs des Strasbourg Kangourous, Paris Cockerels et Saint-Estève Saints est trop jeune et ne peut rien faire par la suite face à l'Écosse (défaite 42-81), les Pays-Bas (défaite 42-74), l'Angleterre (défaite 40-49) et la Catalogne (défaite 44-53). La France termine donc 8e ex-æquo avec l'Autriche. Les Français sont cependant bien déterminés à prouver que leur équipe nationale est réellement lancée pour de bon.
Pour ce faire, un match de promotion est organisé en mars 2006 à Perpignan entre l'équipe de France et l'équipe d'Angleterre composée pour la majeure partie de joueurs des Reading Roos. Pour la première fois, l'équipe de France porte de véritable maillots à son effigie (qui ne seront utilisés que pour ce match). La rencontre est un véritable succès: il y a environ 500 spectateurs, des journalistes sont sur places, et de plus la partie est d'excellente qualité avec deux équipes assez proches et un suspense qui durera jusqu'à la fin. C'est le plus grand match jamais réalisé en France. Cependant, son organisation difficile aura raison du club local, les Saint-Estève Saints, qui disparaitra peu après.
Après 6 mois sans match, l'équipe de France participe à la Central European Australian Football League 2006 (un championnat entre nations d'Europe Centrale, la France était invitée). En réalité, c'est une équipe de France "Barbarians" qui concourt, seul 3 joueurs français des Strasbourg Kangourous partent sur place, le reste de l'équipe étant composé de remplaçants provenant d'autres nations. C'est au cours de ce tournoi que la première victoire de l'équipe de France est enregistrée, aux dépens de l'Autriche (59-53). L'équipe de France fera même un très bon tournoi puisqu'elle arrachera le nul face à la République tchèque (52-52) avant de chuté logiquement face à la Croatie (défaite 41-77) et la Finlande, future vainqueur du tournoi (défaite 24-99). La France termine 4e sur 5.
La France prouve de manière rassurante qu'elle est incontestablement en progrès lors de l'EU Cup 2007 qui se déroule à Hambourg au mois de septembre. Malgré une préparation catastrophique (camp d'entrainement annulé, forfaits de dernière minute, et les maillots qui ne sont pas arrivés donc l'équipe jouera avec les maillots des Hambourg Dockers qui accueillent le tournoi...), les Français vont délivrer une excellente prestation. La France, qui n'avait gagné jusque-là qu'un seul match dans son histoire, en remporte 3 lors de ce tournoi. Face à l'Autriche tout d'abord (51-38), mais aussi face aux EU Crusaders (73-21) et la Catalogne (58-50). La sélection nationale parvient jusqu'aux quarts de finale mais échoue face à l'Angleterre. Finalement, la France termine 7e sur 12.

### Une nouvelle ère (2008 - 2011)
La sélection nationale confirme qu'il faut désormais compter sur elle sur la scène mondiale. Si la France n'arrive pas à aligner une équipe pour l'International Cup par manque de moyens, elle confirme sa participation à la première World Cup 9s (Coupe du Monde de football australien à 9) qui se déroule en septembre 2008 à Valls (Catalogne). Jusqu'alors, l'équipe de France n'avait remporté que 4 matchs et n'étais jamais monté sur un podium. Cependant, l'équipe est forte d'une Coupe de France réussi et de l'activité des 4 clubs français. Partant de ce constat, et du désistement de nombreuses nations "fortes" pour cette compétition (Pays-Bas, Allemagne, Angleterre...), les dirigeants français s'accordent pour ne viser ni plus ni moins que la victoire!
Des problèmes surviennent lors de la préparation de la compétition, les vacances empêchant un travail rapide et efficace. Benjamin Hamon est alors chargé, un mois avant la compétition, de préparer ce mondial. À cause de problèmes de communication et de manque de temps, il sélectionne des joueurs de son équipe (les Montpellier Fire Sharks) pour prêter main-forte au groupe. Finalement, ce sont 15 joueurs qui se rendent en Catalogne avec une sévère envie d'en découdre.
Sur place, les Français se rendent bien vite compte que leur participation a été préparée avec sérieux puisqu'ils sont la seule équipe (avec la Catalogne qui accueillait le tournoi) à ne pas avoir réellement besoin de renfort pour son effectif. Les "Coqs" prennent le tournoi très aux sérieux et se donnent à fond lors des matchs. Un véritable esprit d'équipe se forme la veille de la compétition par une partie de football australien dans la mer, aidé par le fait que presque tous les joueurs sont jeunes (la moyenne d'âge de l'équipe était de 21 ans et 3 mois). C'est donc une équipe soudée qui s'oppose à l'Espagne le samedi matin. Malgré un match brouillon, le score est sans appel: 65-28 pour la France. Le soir même, les Français continuent sur leur lancée et battent Andorre 63 à 22. C'est l'Argentine qu'il faudra passer en demi-finale, ce qui n'est qu'une formalité puisque les Français réalisent la plus grande victoire de leur histoire: 78-8. Jusque-là l'équipe de France a gagné sans trop de difficultés, mais la finale s'annonce d'un tout autre niveau face à la Catalogne, poussée par son public et ses bonnes performances à répétition. Après un match propre et haletant, la France s'impose 60 à 40 et devient donc la première nation championne du monde de football australien à 9!
Un mois plus tard, l'équipe de France se rend à Prague pour disputer la 3e édition de l'EU Cup. Une fois encore, l'équipe type ne peut être alignée pour diverses raisons (principalement le coût du voyage). Seul 5 joueurs présent lors de la World Cup font le déplacement à Prague. La majorité de l'équipe est alors composé de joueurs des Strasbourg Kangourous, tous les clubs français étant cependant représentés.
La France joue dans le Groupe C, avec l'Autriche et la Croatie. Le premier match face à l'Autriche est une sorte de mise en jambe matinale, avec une victoire assez paisible face au futur dernier de la compétition. Ce match de bon augure met en confiance la sélection française, qui réalise une très bonne première mi-temps contre la Croatie, avant d'exploser en seconde mi-temps face à des Croates incroyables qui arriveront brillamment jusqu'en finale. Les "Coqs" devront donc passer par les repêchages et les EU Crusaders. Ce sera l'occasion d'un match catastrophique de la part des Français, probablement dépité par leur seconde mi-temps croate. La victoire est néanmoins au bout, grâce au système de handicap. Le quart de finale s'annonce mal donc, d'autant plus que l'adversaire n'est autre que l'Allemagne, qui avait infligé aux Français la plus grosse défaite de leur histoire 7 mois plus tôt. C'est pourtant lors de ce quart que les bleus vont se réveiller. Ils vont livrer une partie intense et - enfin - régulière. L'Allemagne, trop forte, trop expérimentée, trop bien en place, résiste aux Français. Comme lors de l'édition passée, les Français ne passeront pas les quarts. Le premier match de classement face à l'Écosse, n'est qu'une formalité, les Écossais ayant enchainé deux matchs de suite ne sont plus là physiquement. Les Coqs sont donc assurés de faire mieux que la 7e place de l'an passé, l'objectif est donc rempli. La dernière confrontation avec la Finlande n'est cependant pas dénué d'intérêt, il y a un trophée à la clé et l'honneur de faire partie du top 5 européen. La première mi-temps est très largement à l'avantage des Scandinaves qui remontent tout leur handicap. Mais la seconde mi-temps voit un sursaut d'orgueil des français, qui résistent et vont même réussir à revenir au score à la dernière minute au tableau de marque. La consigne du coach est alors de faire tourner le ballon pour aller en prolongation. La corne de brume indique la fin du match sur un score de parité. Le score est alors recompté plusieurs fois, pour arriver à la conclusion discutable que certains points n'avaient pas été comptés pour les Finlandais. Cependant les Français rentrent heureux avec la satisfaction du devoir accomplis.

### L'avenir
Toute la famille du football australien français à les yeux tournés vers l'avenir, et surtout sur sa sélection qui porte de grand espoirs en elle. À court terme tout d'abord, puisque la France a pour objectif de terminer dans le top 5 des nations européennes lors de la prochaine EU Cup. L'équipe de France réussi le pari de réunir une trentaine de joueurs, la plupart évoluant dans le championnat français (et d'autres dans les divers championnats Canadiens et Australiens) afin de participer à sa 1re phase finale de la Coupe internationale 2011 qui se déroule à Melbourne en Australie du 12 août au 27 août 2011. Les débuts dans la compétition sont difficiles avec deux revers consécutifs dans le premier tour, la sélection nationale s'incline sans marquer le moindre point face à la Papouasie-Nouvelle-Guinée (70-0), tenante du titre. Contre les Tonga, James-Robert Theis inscrit le tout premier but de l'histoire de la Coupe internationale mais la France s'incline sur un score sans appel (48-7). Reversé en 2e division pour la poursuite de la compétition, l'équipe de France s'impose pour la première fois dans la compétition en écrasant la formation du Timor oriental (122-13). Il s'agit aussi d'une victoire historique puisqu'en plus d'être le premier succès dans cette compétition, c'est aussi une première victorieuse dans un match à 18. L'équipe continue sur sa lancée en battant successivement la sélection Indienne (99-8) et la sélection israélo-palestinienne (35-29), permettant d'accéder à la finale de la seconde division face aux Fidji. La sélection s'incline face aux hommes du Pacifique (62-21) et termine pour leur première participation à la 14e place du classement générale.
Moins de deux mois après, l'équipe de France dispute le 8 octobre 2011 à Belfast la 7e édition de l'EU Cup. Malgré un grand nombre de joueurs absents, une poule très relevée (la France hérite du Danemark et des Pays-Bas) et une première victoire qui leur échappe dans le premier match face aux Danois (24 à 15), la France se qualifie pour les quarts de finale lors de son second match en venant à bout des Néerlandais 41 à 1. La France ne peut cependant rivaliser avec l'Angleterre et s'incline lourdement dans une rencontre à sens unique 80 à 14. Finalement, les bleus terminent par une victoire face aux Écossais (31 à 5), pour terminer à la 5e place du classement général.

Entrainement de Jérôme Canonici à St Kilda lors de la Coupe Internationale 2014.

La France dispute son premier match de l'année le 21 avril 2012 contre les Aussie Spirits lors de la quatrième édition de l'Anzac Cup. C'est la deuxième fois que les Français affrontent les Australiens sous un format à 18 contre 18. Cette édition ayant lieu en semaine, peu d'australiens peuvent faire le déplacement et l'équipe est alors composée de joueurs français. L'équipe française remporte le match 78 - 09, revenant à deux victoires partout dans cette confrontations commémorative et amicale. Presque cinq mois jour pour jour, les joueurs se retrouvent sur les terrains de l’Université d’Édimbourg en Écosse pour tenter de se classer parmi les premières nations lors de la 8e édition de l'EU Cup. Les deux défaites 17-9 face à des danois largement à leur portée cette année et celle face aux croates 29-11, vice-champions d’Europe en titre, ne leur permettent pas de se hisser parmi l'élite européenne. Néanmoins, leur dernier match gagné facilement face à l'Autriche (59 - 1), permet aux français d'accéder au second plateau. Pour la 5e année de suite, les Français rencontrent l'Écosse qui malgré le fait de jouer à domicile laisse filer la victoire (36 - 21), permettant d'aller en finale de la Bowl Cup face aux Espagnols. Privés de certains de ces meilleurs joueurs et physiquement esseulés, les Espagnols que les Français n'avaient plus joués depuis 2010 à Milan s'inclinent largement contre les coqs (74-5). C’est sur le score de la plus large victoire à l’Euro Cup, que la France remporte la Bowl Cup, et termine malgré tout 9e de la compétition.
Comme lors des années précédentes, celle de 2013, voit les Français disputés uniquement deux matchs amicaux en vue de la progression de la sélection, mais surtout en ce qui concerne la préparation de la prochaine Coupe internationale de football australien qui se tient l'année suivante. La première confrontation voit les coqs remporter en avril la 5e édition de l'ANZAC Cup face au Aussie Spirit dans un match très engagé, montrant que l'évènement évolue d'année en année. Lors du second match amical, la France concède à Berlin une lourde défaite le 30 juin 2013 face aux allemands sur le score 106-16.
À la suite de sa nomination l'année précédente, en septembre 2012 par l'AFL Europe, la France, par l'intermédiaire du Comité national de football australien et des Bordeaux Bombers, organise et accueille l'EU Cup 2013, qui se déroule le 21 septembre dans la commune de Saint-Médard-en-Jalles, près de Bordeaux. Parmi les 12 nations européennes, l'équipe de France, tombe dans le groupe relevé de l'Irlande championne en titre et de la Norvège, nation montante du footy en Europe. L'équipe sort en tête du 1er tour avec un premier match victorieux contre les Nordiques (41-26) et une victoire historique dans les dernières minutes de la rencontre face aux Irlandais (34 à 33). La France enchaîne ensuite face à ses voisins italiens (68-49) pour accéder pour la première fois de leur histoire en finale d L'EU Cup. En finale, elle affronte l'Angleterre considérée comme la sixième meilleure nation mondiale et la deuxième européenne (derrière l'Irlande). Les Coqs s'inclinent logiquement sur le score sans appel de 92 à 15. Malgré la défaite, cette finale reste à ce jour comme la meilleure performance de l'équipe française en Eu Cup,.
En 2014, seul le match du mois d'avril pour la 6e édition de l'ANZAC Cup est programmé face à une sélection de joueurs australiens expatriés. Deux mois plus tard, le tirage au sort des poules du premier tour de la Coupe internationale de football australien est effectué le 30 juin 2014. Celui-ci verse l'équipe de France dans le Groupe A avec l'Irlande, championne en titre, le Royaume-Uni champion d'Europe en titre et l'Indonésie. Lors de leur match d'ouverture, le 10 août à Melbourne, les joueurs du sélectionneur Thomas Urban souhaite prendre leur revanche de la finale perdue en septembre dernier à domicile lors de la dernière édition de l'EU Cup. Les Français, après un bon début de match ne peuvent contenir leurs efforts face à des britanniques fort expérimentés, s'inclinant lourdement 12.18 (90) à 1.1 (7). Les Bleus rencontrent 3 jours plus tard l'équipe d'Irlande qui s'était inclinée d'un point lors de leur confrontation précédente en Eu Cup. Avec un premier match très rude face aux fidjiens, les Irlandais contrôlent parfaitement le match, notamment grâce à une bonne défense qui laisse peu d'occasions aux français de marquer. Les Coqs enregistrent à l'occasion sa plus large défaite de son histoire sur le score de 112 à 2. Lors du dernier match de poule les Français s'imposent largement face à une faible équipe d'Indonésie (110 à 4). Cette première victoire nette dans la compétition permet à la France de se qualifier pour le match de 1re division. À cette occasion, elle a l'occasion de disputer la rencontre suivante face au Canada. Face à la meilleure sélection du continent américain, les bleus s'inclinent logiquement mais avec les honneurs sur le score de 69 à 15. Pour leur dernier match, les Français s'imposent largement contre le Pakistan, terminant leur mondial sur une note positive avec 3 défaites et 2 victoires. La France se classe ainsi 11e de la compétition et enregistre leur meilleur classement depuis leur 1re participation dans cette compétition. Deux mois plus tard, les français disputent leurs 3 premiers matchs de poule l'Eu Cup qui se déroule le 04 octobre 2014 à Londres. Malgré une victoire face aux néerlandais (20-00), les bleus sont défaits par deux fois face aux allemands (35-29) et aux italiens (35-14). Ils accèdent à la finale de l'Euro Bowl en sortant vainqueur contre l'Écosse (35-12), accédant par la suite au titre dans un match âpre face aux autrichiens (32-25).

## Résultats de l'équipe de France
Parcours de l'équipe de France de football australien en compétitions internationales
| International Cup | EU Cup | World Cup 9s | CEAFL |
| --- | --- | ------------ | --- |
| - International Cup de 2002 : Pas de participation - International Cup de 2005 : Pas de participation - International Cup de 2008 : Pas de participation - International Cup de 2011 : 14e - International Cup de 2014 : 11e - International Cup de 2017 : 10e | - EU Cup 2005 : 8e - EU Cup 2006 : Annulé - EU Cup 2007 : 7e - EU Cup 2008 : 6e - EU Cup 2009 : 12e - EU Cup 2010 : 10e - EU Cup 2011 : 5e - EU Cup 2012 : 9e - EU Cup 2013 : 2e - EU Cup 2014 : 9e - EU Cup 2015 : 6e - EU Cup 2016 : 5e - EU Cup 2017 : - EU Cup 2018 : - EU Cup 2019 :4ème - EU Cup 2020 : annulé - COVID - EU Cup 2021 : annulé - COVID - EU Cup 2022 : 7e - EU Championship 2022 : 2e - EU Cup 2023 : 7e | - 2008 : 1er | - CEAFL 2004 : 5e - CEAFL 2005 : Annulé - CEAFL 2006 : 4e - CEAFL 2007 : Pas de participation - CEAFL 2008 : Pas de participation |

- Plus large victoire :  France 122-7  Timor oriental 
(17 août 2011)
- Plus large défaite :  Irlande 111 - 02  France 
(13 août 2014)

### Palmarès individuel
- Sélection dans la Team Europe (récompensant les meilleurs joueurs de chaque sélection nationale à chaque édition de l'EU Cup):
  - Joevin L'Hotellier (2008)
  - Alban Schieber (2009)
  - Julien Maylie (2010)
  - Louis Raphael (2011)
  - Alban Schiber (2012)
  - Thibaut Sorin (2018)
  - Nicolas Boché (2019)
  - Anthony Boubet (2022)
  - Logan Bonhomme (2023)
- Stronger 
  - Sylvain Croisé (EU Cup 2009)

### Les adversaires de la France depuis 2005
Dernière mise à jour le 08 octobre 2016 après Pays de Galles-France
| Adversaire                | J  | G  | N | P  | Bp   | Bc   | Diff  | Premier match                               | Dernier match                                     |
| ------------------------- | -- | -- | - | -- | ---- | ---- | ----- | ------------------------------------------- | ------------------------------------------------- |
| Allemagne                 | 6  | 0  | 0 | 6  | 133  | 433  | - 300 | 11/03/2008 (10-97) à Strasbourg             | 10/10/2015 (24-21) à Umag                         |
| Andorre                   | 1  | 1  | 0 | 0  | 63   | 24   | + 39  | 13/09/2008 (63-22) à Valls                  | 13/09/2008 (63-22) à Valls                        |
| Angleterre                | 6  | 0  | 0 | 6  | 182  | 472  | - 290 | 09/10/2005 (40-49) à Londres                | 10/08/2014 (90-07) à Melbourne                    |
| Argentine                 | 1  | 1  | 0 | 0  | 78   | 08   | + 70  | 22/09/2012 (78-08) à Valls                  | 22/09/2012 (78-08) à Valls                        |
| Autriche                  | 7  | 7  | 0 | 0  | 455  | 170  | + 285 | 16/09/2006 (59-53) à Prague                 | 10/10/2015 (66-13) à Umag                         |
| Canada                    | 1  | 0  | 0 | 1  | 15   | 69   | - 54  | 19/08/2014 (69-15) à Melbourne              | 19/08/2014 (69-15) à Melbourne                    |
| Catalogne                 | 3  | 2  | 0 | 1  | 162  | 143  | + 19  | 09/10/2005 (44-53) à Londres                | 13/09/2008 (60-40) à Valls                        |
| Croatie                   | 5  | 0  | 0 | 5  | 172  | 347  | - 175 | 16/09/2006 (41-77) à Prague                 | 10/10/2015 (70-15) à Umag                         |
| Danemark                  | 1  | 0  | 0 | 1  | 15   | 24   | - 9   | 08/10/2011 (15-24) à Belfast                | 08/10/2011 (15-24) à Belfast                      |
| Écosse                    | 7  | 4  | 0 | 3  | 275  | 292  | - 17  | 09/10/2005 (52-70) à Londres                | 04/10/2014 (5.5 (35) - 1.6 (12)) à Londres        |
| Espagne                   | 3  | 2  | 0 | 1  | 155  | 95   | +35   | 13/09/2008 (65-28) à Valls                  | 22/09/2012 (74-05) à Édimbourg                    |
| EU Crusaders              | 4  | 4  | 0 | 0  | 277  | 90   | + 187 | 15/09/2007 (73-21) à Hambourg               | 08/10/2016 (27-16) à Lisbonne                     |
| Fidji                     | 1  | 0  | 0 | 1  | 21   | 62   | - 41  | 26/08/2011 (21-62) à Melbourne              | 26/08/2011 (21-62) à Melbourne                    |
| Finlande                  | 3  | 0  | 0 | 3  | 101  | 246  | - 145 | 16/09/2006 (24-99) à Prague                 | 11/10/2008 (52-54) à Prague                       |
| Inde                      | 1  | 1  | 0 | 0  | 99   | 08   | + 91  | 20/08/2011 (99-8) à Sydney                  | 20/08/2011 (99-8) à Sydney                        |
| Indonésie                 | 1  | 1  | 0 | 0  | 110  | 04   | + 106 | 16/08/2014 (110-4) à Melbourne              | 16/08/2014 (110-4) à Melbourne                    |
| Irlande                   | 4  | 1  | 0 | 3  | 60   | 216  | - 156 | 02/10/2010 (14-38) à Milan                  | 08/10/2016 (27-16) à Lisbonne                     |
| Islande                   | 1  | 0  | 0 | 1  | 65   | 105  | - 45  | 03/10/2009 (65-105) à Samobor               | 03/10/2009 (65-105) à Samobor                     |
| Israël Palestine          | 2  | 2  | 0 | 0  | 97   | 42   | + 55  | 24/08/2011 (35-29) à Sydney                 | 08/10/2016 (27-16) à Lisbonne                     |
| Italie                    | 2  | 1  | 0 | 1  | 90   | 79   | + 19  | 21/09/2013 (68-49) à Saint-Médard-en-Jalles | 04/10/2014 (4.6.(30)-3.4.(22) à Londres           |
| Norvège                   | 1  | 1  | 0 | 0  | 41   | 26   | +15   | 21/09/2013 (41-26) à Saint-Médard-en-Jalles | 21/09/2013 (41-26) à Saint-Médard-en-Jalles       |
| Papouasie-Nouvelle-Guinée | 1  | 0  | 0 | 1  | 0    | 70   | - 70  | 13/08/2011 (0-70) à Sydney                  | 13/08/2011 (0-70) à Sydney                        |
| Pakistan                  | 1  | 1  | 0 | 0  | 89   | 8    | + 81  | 22/08/2014 (89-08) à Melbourne              | 22/08/2014 (89-08) à Melbourne                    |
| Pays-Bas                  | 4  | 3  | 0 | 1  | 190  | 87   | + 103 | 09/10/2005 (42-74) à Londres                | 10/10/2015 (87-12) à Umag                         |
| Pays de Galles            | 1  | 1  | 0 | 0  | 27   | 16   | + 11  | 08/10/2016 (27-16) à Lisbonne               | 08/10/2016 (27-16) à Lisbonne                     |
| République tchèque        | 1  | 0  | 1 | 0  | 52   | 52   | 0     | 16/09/2006 (52-52) à Prague                 | 16/09/2006 (52-52) à Prague                       |
| Russie                    | 1  | 1  | 0 | 0  | 85   | 0    | +85   | 08/10/2016 (27-16) à Lisbonne               | 08/10/2016 (27-16) à Lisbonne                     |
| Suède                     | 3  | 0  | 0 | 3  | 78   | 166  | - 88  | 09/10/2005 (42-81) à Londres                | 22/09/2012 (09-17) à Édimbourg                    |
| Timor oriental            | 1  | 1  | 0 | 0  | 122  | 13   | + 109 | 17/08/2011 (122-13) à Sydney                | 17/08/2011 (122-13) à Sydney                      |
| Tonga                     | 1  | 0  | 0 | 1  | 07   | 48   | - 41  | 13/08/2011 (7-48) à Sydney                  | 13/08/2011 (7-48) à Sydney                        |
| Total                     | 75 | 35 | 1 | 39 | 3316 | 3415 | -99   | Suède, 9 octobre 2005 (42-81) à Londres     | Pays de Galles, 8 octobre 2016 (27-16) à Lisbonne |

Légende : J : nombre de matches joués, G : nombre de matches gagnés, N : nombre de matches nuls, P : nombre de matches perdus, Pp : nombre de points marqués, Pc : nombre de points encaissés, Diff. : différence de points.

### Matches mémorables
| Date              | Lieu                           | Match                                 | Compétition / amical                                             |
| 9 septembre 2005  | Londres, Angleterre            | Suède 81-42 France                    | EU Cup 2005 (Premier match officiel)                             |
| 11 mars 2006      | Perpignan, France              | France 66-75 Angleterre               | Amical                                                           |
| 16 septembre 2006 | Prague, République tchèque     | France 59-53 Autriche                 | CEAFL 2006 (Première victoire)                                   |
| 14 septembre 2008 | Valls, Catalogne               | Catalogne 40-60 France                | World Cup 9s 2008                                                |
| 13 août 2011      | Sydney, Australie              | Papouasie-Nouvelle-Guinée 70-0 France | Coupe internationale de football australien 2011 (Premier match) |
| 13 août 2013      | Saint-Médard-en-Jalles, France | Angleterre 95-15 France               | EU CUp 2013                                                      |

## En tant que "France Coquelicots"
Les Coquelicots (une équipe de France composé de joueurs français et d'expatriés résidant en France) naissent à l'occasion de l'ANZAC Cup 2009, un tournoi d'exhibition en hommage aux soldats australiens mort en France lors de la Première Guerre mondiale. Ce tournoi est célébré chaque année lors de la Journée de l'ANZAC, le 25 avril. Les Coquelicots y affrontent les Aussie Spirit, équipe formée de joueurs australien expatriés en Europe.
Le nom de Coquelicot vient de la tradition de fixer un coquelicot sur une tombe ou sur le monument collectif pour témoigner de son passage sur le Mémorial National Australien de Villers-Bretonneux.
| Pays          | J  | G | N | P | Bp  | Bc   | Diff  | Premier match                            | Dernier match                                   |
| ------------- | -- | - | - | - | --- | ---- | ----- | ---------------------------------------- | ----------------------------------------------- |
| Aussie Spirit | 13 | 5 | 0 | 8 | 927 | 1346 | - 419 | 26/04/2009 (56-175) à Villers-Bretonneux | 23/04/2023 (120 F - A 41)) à Villers-Bretonneux |

Légende : J : nombre de matches joués, G : nombre de matches gagnés, N : nombre de matches nuls, P : nombre de matches perdus, Pp : nombre de points marqués, Pc : nombre de points encaissés, Diff. : différence de points.

## Personnalités historiques de l'équipe de France

### Capitaines de l'équipe de France
- Frédéric Zohar (2008-2011)
- Alban Schieber (2011-2013)
- Grégoire Patacq (2013 - 2016)
- Sylvain Maylie (2017 - 2022)
- Nicolas Boché (2023 -)

### Effectif actuel
La liste suivante indique les joueurs convoqués en décembre 2016 pour la Coupe Internationale 2017 à Melbourne.
- Entraîneur :
  -   Andrew Unsworth
- Assistant Coach :
  -  Stevo Ryan

| Nom                      | Poste                       | Naissance         | Sélections (Pts marqués) | Club                      | Année de 1re sélection |
| ------------------------ | --------------------------- | ----------------- | ------------------------ | ------------------------- | ---------------------- |
| Anthony Girard           | Attaquant                   |                   | ?                        | Blagnac Aviators          | 2016                   |
| Anthony Bernad           | Arrière                     |                   | ?                        | Perpignan Tigers          | 2016                   |
| Benoit Treuillet         | Milieu                      |                   | ?                        | Bordeaux Bombers          | 2016                   |
| Clément Bouchet          | Milieu                      | 27 décembre 1988  | ?                        | Paris Cockatoos           | 2014                   |
| Cyrille Gandolfo         | Milieu                      |                   | ?                        | Toulouse Hawks            | 2016                   |
| Fabien Floch             | Plein-arrière               | 15 janvier 1990   | ?                        | Toulouse Hawks            | 2015                   |
| Hervé Desjardin          | Arrière                     |                   | ?                        | Coyotes de Cergy-Pontoise | 2013                   |
| Jérémy Sardin            | Attaquant                   |                   | ?                        | Perpignan Tigers          | 2014                   |
| Julien Dagois            | Milieu                      | 29 août 1988      | ?                        | Paris Cockatoos           | 2014                   |
| Julien Gil               | Arrière                     | 18 juillet 1983   | ?                        | Toulouse Hawks            | 2012                   |
| Kevin Monnin             | Arrière                     |                   | ?                        | Coyotes de Cergy-Pontoise | 2016                   |
| Ludo Barrat              | Milieu                      |                   | ?                        | Toulouse Hawks            | 2016                   |
| Marco Pinto              | Attaquant                   |                   | ?                        | Bordeaux Bombers          | 2016                   |
| Maxime Favero            | Milieu                      |                   | ?                        | Coyotes de Cergy-Pontoise | 2016                   |
| Nicolas Boché            | Milieu                      |                   | ?                        | Alfa Lions                | 2016                   |
| Pierre Boscart           | Attaque                     | 19 septembre 1989 | ?                        | Paris Cockerels           | 2014                   |
| Pierre Leschales         | Plein-avant                 |                   | ?                        | Alfa Lions                | 2016                   |
| Raphaël Ubeda            | Demi de mêlée/Rodeur/Ailier | 22 décembre 1991  | ?                        | Bordeaux Bombers          | ?                      |
| Simon Mondin             | Milieu de terrain           | 11 novembre 1994  | ?                        | Toulouse Hawks            | ?                      |
| Sylvain Maylie           | Ruck/Follower/Back          | 8 septembre 1989  | ?                        | Blagnac Aviators          | 2013                   |
| Thomas Depondt           | Arrière                     | 20 mars 1989      | ?                        | Alfa Lions                | 2014                   |
| Vincent Monnier          |                             |                   | ?                        | Bordeaux Bombers          | 2015                   |
| Antoine Warner           | Demi de mêlée               |                   | ?                        | Strasbourg Kangourous     | 2016                   |
| Clément Meyer            | Attaquant                   |                   | ?                        | Strasbourg Kangourous     | 2016                   |
| Frank Nussbaumer         | Milieu                      |                   | ?                        | Paris Cockerels           | 2016                   |
| François Daniel          | Milieu                      | 7 novembre 1985   | ?                        | Paris Cockatoos           | ?                      |
| Grégoire Patacq          | Demi de mêlée               | 5 janvier 1988    | ?                        | Toulouse Hawks            | 2009                   |
| Jacob Raiwalui           | Ruck                        |                   | ?                        | Paris Cockatoos           | 2016                   |
| Jérôme Canonici          | Plein-arrière               | 1er juin 1983     | ?                        | Perpignan Tigers          | 2013                   |
| Loïc Besnard             | Plein-avant                 | 16 avril 1986     | ?                        | Bordeaux Bombers          | ?                      |
| Mathieu Ostorero         | Plein-arrière               |                   | ?                        | Alfa Lions                | 2016                   |
| Pierre-Etienne Dandaleix | Attaque                     | 8 juillet 1989    | ?                        | Bristol Dockers (en)      | ?                      |
| Samuel Rat               | Attaque                     |                   | ?                        | Bordeaux Bombers          | 2016                   |
| Stéphane Wezel           | Milieu                      |                   | ?                        | Toulouse Hawks            | 2016                   |
| Thomas Francon           | Attaque                     |                   | ?                        | Alfa Lions                | 2016                   |
| Thomas Hedley            | Attaque                     |                   | ?                        | Toulouse Hawks            | 2015                   |
| Thomas Crépin            | Attaque                     | 7 novembre 1985   | ?                        | Coyotes de Cergy-Pontoise | ?                      |
| Yoann Alliot-Marty       | Arrière                     | 21 mai 1987       | ?                        | Bordeaux Bombers          | ?                      |

La liste suivante indique les joueurs convoqués en octobre 2022 pour l'European Championship à 18, à Zagreb (Croatie).
- Entraîneur :
  -   Jason QUINN

| Nom du joueur    | Date de naissance | Poste occupé    | Club               |
| ---------------- | ----------------- | --------------- | ------------------ |
| BARRAT Ludovic   | 08 / 11 / 1996    | Wing / Forward  | Footy Riviera      |
| BOCHE Nicolas    | 04/02/1996        | Midfield        | ALFA Lions         |
| BOUBET Anthony   | 24 / 11           | Ruck / Forward  | ALFA Lions         |
| BOUCHET Clément  | 27 / 12           | Midfield        | Cockatoos          |
| BONHOMME Logan   | 31 / 01 /1998     | Forward         | Bordeaux Bombers   |
| COPPIN Maxime    | 05 / 07           | Forward         | Bayonne Toreadors  |
| CREPIN Thomas    | 20 / 06 /1992     | Ruck            | Cockatoos          |
| DAGOIS Julien    | 29 / 08 /1988     | Midfield        | Cockatoos          |
| DECAUX Clément   | 08 / 08 / 1996    | Back            | Bayonne Toreadors  |
| DUFFAU Guillaume | 10 / 11 / 1994    | Forward         | Stade Toulousain   |
| GAILLARD Yohann  | 16 / 06 / 1996    | Wing / Forward  | Bordeaux Bombers   |
| JAMART Louis     | 06 / 06 / 1996    | Forward         | Sussex Swans       |
| LAUREILLARD Noé  | 20 / 06 / 2000    | Forward         | Gabians de Palavas |
| LECHASLES Pierre | 17 / 04 / 1993    | Back            | ALFA Lions         |
| LECHASLES Thomas | 27 / 06 / 1996    | Forward         | ALFA Lions         |
| LEFEBVRE Julien  | 20 / 03 / 1995    | Back            | Cockerels          |
| LEVEQUE Nicolas  | 19 / 12 / 1996    | Back            | Antony BLUES       |
| MAYLIE Sylvie    | 08 / 08 1989      | Back            | Bayonne Toreadors  |
| MESSERE Théo     |                   | Back            | Stade Toulousain   |
| MULLIEZ Thomas   | 12 / 08 / 1996    | Ruck            | Antony BLUES       |
| PINTO Marco      | 23 / 05 / 1992    | Forward         | Bordeaux Bombers   |
| RAOUX Antoine    | 05 / 07           | Forward         | Stade Toulousain   |
| RICHARD Aurélien | 20 / 12 /1991     | Back            | Gabians de Palavas |
| ROCA Matthew     | 19 / 05 /1996     | Wing / Forward  | Antony BLUES       |
| ROUYRE Peïo      | 04 / 09 / 1998    | Midfiled        | Bordeaux Bombers   |
| SARDIN Jérémy    | 15 / 12 / 1996    | Forward         | Gabians de Palavas |
| SARDIN Nicolas   | 13 / 05 / 2000    | Midfield        | Gabians de Palavas |
| SORIN Thibaut    | 20 / 12 / 1997    | Wing / Midfield | ALFA Lions         |

### Appelés récemment
Les joueurs suivants ne font pas partie du dernier groupe appelé mais ont été retenus en équipe nationale lors des 12 derniers mois.
| Nom                     | Poste                             | Naissance         | Sélections (Pts marqués) | Club                        | Année de 1re sélection |
| ----------------------- | --------------------------------- | ----------------- | ------------------------ | --------------------------- | ---------------------- |
| Yvan Barbaria           | Milieu                            | 15 décembre 1989  | ?                        | Paris Cockerels             | ?                      |
| Kévin Barranco          | ?                                 | 16 août 1982      | ?                        | Laval Bombers               | ?                      |
| Stephen Cassavetti      | Milieu                            | 9 septembre 1986  | ?                        | Paris Cockerels             | ?                      |
| Clément Coste           | Ruck/Centre Half Forward          | 29 septembre 1984 | ?                        | Montreal Demons             | ?                      |
| Cyril Debet             | Plein-arrière                     | 1er octobre 1974  | ?                        | Bordeaux Bombers            | ?                      |
| Jérôme Denerf           | Demi de mêlée/Rodeur/Ailier       | 27 novembre 1987  | ?                        | Toulouse Hawks              | ?                      |
| Pierre-Jacques Labigang |                                   | 6 juin 1985       |                          | Parkside Football Club (en) | ?                      |
| Joévin L’Hôtellier      | Demi de mêlée/Rodeur/Ailier       | 7 avril 1989      | ?                        | Strasbourg Kangourous       | ?                      |
| Émilien Martinez        | Milieu                            | 23 avril 1986     | ?                        | Toulouse Hawks              | ?                      |
| Valentin Mendoza        | Demi de mêlée/Rodeur/Ailier/Avant | 22 avril 1991     | ?                        | Bordeaux Bombers            | ?                      |
| Amine Ramdani           | Milieu                            | 21 septembre 1990 | ?                        | Paris Cockerels             | ?                      |
| Jean Rosado             | Demi de mêlée                     | 16 octobre 1982   | ?                        | Fort Lauderdale Squids      | ?                      |
| William Tapia           | Demi de mêlée/Rodeur/Ailier       | 6 juillet 1993    | ?                        | Toulouse Hawks              | ?                      |
| Florian Vidal           | Demi de mêlée/Rodeur/Ailier       | 10 mai 1993       | ?                        | Toulouse Hawks              | 2014                   |
| Adrien David            | Défenseur                         | 13 mars 1991      | ?                        | Toulouse Hawks              | 2014                   |
| Alban Schieber          | Demi de mêlée/Rodeur/Ailier       | 1er mars 1988     | ?                        | Bordeaux Bombers            | 2010                   |
| Grégoire Chatel         | Plein-arrière                     |                   | ?                        | Montpellier Fire Sharks     | 2014                   |
| Henri Tiefenbach        | Demi de mêlée/Rodeur              | 15 juin 1988      | ?                        | Toulouse Hawks              | ?                      |
| Thomas Cochet           | Ailier                            | 4 décembre 1982   | ?                        | Coyotes de Cergy-Pontoise   | ?                      |
| Baudouin Germond        | Milieu de terrain                 | 23 juin 1989      | ?                        | Paris Cockerels             | 2014                   |
| Thibault Picard (c)     | Demi de mêlée                     | 20 novembre 1989  | ?                        | Alfa Lions                  | 2014                   |
| Guillaume Tiefenbach    | Arrière                           |                   | ?                        | Toulouse Hawks              | 2016                   |

## Joueurs
| - Yoann Alliot-Marty - Sébastien Artus - Yvan Barbaria - Kévin Barranco - Ludo Barrat - Anthony Bernad - Loïc Besnard - Frédéric Bécquier - Aldwin Bevilacqua - Nicolas Boché - Romain Bonnay - Adrien Bonneau - Julien Bonnefoi - Pierre Boscart - Clément Bouchet - Jean-François Bouron - Grégory Brétière - Guy Buchmann - Nicolas Campo - Jérôme Canonici - Laurent Caravel - Stephen Cassavetti |  | - Jean Caucanas - Thomas Cochet - Nicolas Colomb - Thomas Core - Julien Correia - Clément Coste - Clément Charlet - Grégoire Chatel - Grégory Choinka - Jonathan Choinka - Yann Cohelech - Pascal Coquis - Sylvain Croisé - Julien Dagois - Pierre-Etienne Dandaleix - François Daniel - Vincent Debert - Cyril Debet - Yorick Decou - Gatien Dehedin |  | - Julien Descous - Adrien David - Jérôme Denerf - Thomas Depondt - Karim Djedid - Gaël Duc - Guillaume Ellin - Jean-Camille Foirien - Yoann Fauche - Maxime Favero - Anthony Fernando - Fabien Floch - Jérôme Fournier - Thomas Francon - Christophe Fressy - Pàll Thomas Finnsson - Ludovic Galiana - Cyrille Gandolfo - Guilhem Gautrand - Florent Gazeau - Baudouin Germond - Anthony Girard - Julien Gil |  | - Jory Giner - Lari Gorenje - Léon Gribet - Benjamin Hamon - Olivier Hauser - Thomas Hedley - Dimitri Hertzog - Wilfried Houvion - Pascal Ivorra - Thomas Izquierdo Buy - Cyril Jan-Mahamad - Jerome Krieger - Joevin L'Hotellier - Pierre-Jacques Labigang - Frédéric Lancelin - Guillaume Lautré - Pierre Leschales - Betrand Lejeune - Olivier Lemesle - Fabien Mailehako - Adam Le Nevez - Loïc Le Tallec |  | - Maël Le Tallec - Matt Lyons - Benoit Macaud - Émilien Martinez - Loïc Matheu - Julien Maylié - Sylvain Maylié - Valentin Mendoza - Simon Mondin - Vincent Monnier - Kevin Monnin - Frank Nussbaumer - Mathieu Ostorero - Alexandre Pailles - Guillermo Palau - Jean-François Paul - Laurent Pavageau - Grégoire Patacq - Marc-Antoine Patacq - Alexandre Peuch - Ludovic Pham Trong - Thibault Picard |  | - Marco Pinto - Hugo Pujol - Jacob Raiwalui - Amine Ramdani - Loïc Raphaël - Samuel Rat - Alexandre Riebel - Nicolas Robert - Jena Rosado - Sebastian Sabogal - Adrian Sambade - Jérémy Sardin - Alban Schieber - Alexis Schimpf - Denis Schneider - Samuel Sejourne - Brett Spears - Thierry Sublon - Cyril Talon - Julien Tanguy - William Tapia - William Teissier - James-Robert Theis |  | - Henri Tiefenbach - Alphonse Tranne - Olivier Tresca - Benoit Treuillet - Mickaël Trividic - Raphaël Ubeda - Thomas Urban - Charly Vanni - Alexandre Vautrin - Nicolas Vautrin - Florian Vidal - Antoine Warner - Stéphane Wezel - Frédéric Zohar - Thierry Zohar |

### Sélectionneurs
|   | Période d'activité | Nom                    |
| - | ------------------ | ---------------------- |
| 1 | 2004 - 2009        | Marc Jund              |
| 2 | 2009 - 2011        | Cyril Talon            |
| 3 | 2011-2014          | Thomas Urban           |
| 4 | 2014 - 2021        | Andrew Unsworth        |
| 5 | 2021 - 2022        | Jason Quin             |
| 6 | Depuis 2022        | Dasun Abeygoonawardana |

## Soutien et image

### Maillots et équipementiers

2013-2014
2014

## Autres sélections

### Équipe féminine
L'équipe de France féminine est créée en 2013. Sa meilleure performance est une 2e place lors de l'Euro Cup 2013 en France.
Pascal Ivorra est l'actuel sélectionneur de l'équipe.